# Rumenorepi hlastač
Rumenorepi hlastač (znanstveno ime Ocyurus chrysurus) je vrsta rib iz družine hlastačev, ki poseljuje vode zahodnega Atlantika. Na severu je razširjen do voda Massachusettsa na severu pa vse do voda Brazilije na jugu.
V obalnih vodah koralnih grebenov, še posebej v okolici Florida Keys so rumenorepi hlastači izrazito močno obarvani. Prehranjujejo se z različnimi vrstami rakov, rib in raznih talnih nevretenčarjev. Drstijo se v skupinah na robu koralnih grebenov od spomladi do jeseni.
Nejpogosteje se zadržujejo na globinah med 10 in 40 metrov, običajno v bližini koral ali podvodnih objektov. Rumenorepi hlastač je tudi zanimiva riba za športni ribolov, saj se dobro upira in je izjemno previdna riba. Meso je belo in izjemno okusno.